# Chris Ford
Christopher Joseph Ford, detto Chris (Atlantic City, 11 gennaio 1949 – Filadelfia, 17 gennaio 2023), è stato un cestista e allenatore di pallacanestro statunitense, professionista nella NBA.

## Carriera
Venne selezionato dai Detroit Pistons al secondo giro del Draft NBA 1972 (17ª scelta assoluta).

## Statistiche

### NBA

#### Regular Season
| Anno       | Squadra         | PG  | PT  | MP   | TC%  | 3P%  | TL%  | RP  | AP  | PRP | SP  | PP   |
| ---------- | --------------- | --- | --- | ---- | ---- | ---- | ---- | --- | --- | --- | --- | ---- |
| 1972-1973  | Detroit Pistons | 74  | -   | 20,8 | 47,9 | -    | 64,5 | 3,6 | 2,6 | -   | -   | 6,4  |
| 1973-1974  | Detroit Pistons | 82  | -   | 25,1 | 44,4 | -    | 74,0 | 3,7 | 3,4 | 1,8 | 0,2 | 7,1  |
| 1974-1975  | Detroit Pistons | 80  | -   | 24,5 | 47,4 | -    | 66,3 | 3,4 | 2,9 | 1,4 | 0,3 | 5,9  |
| 1975-1976  | Detroit Pistons | 82  | -   | 26,8 | 42,6 | -    | 72,2 | 3,5 | 3,3 | 2,2 | 0,3 | 8,4  |
| 1976-1977  | Detroit Pistons | 82  | 82  | 31,0 | 47,6 | -    | 77,1 | 3,3 | 4,1 | 2,2 | 0,3 | 12,3 |
| 1977-1978  | Detroit Pistons | 82  | -   | 31,5 | 48,1 | -    | 73,4 | 3,3 | 4,6 | 2,0 | 0,2 | 10,5 |
| 1978-1979  | Detroit Pistons | 3   | -   | 36,0 | 37,1 | -    | 87,5 | 6,0 | 1,7 | 0,3 | 0,3 | 11,0 |
| 1978-1979  | Boston Celtics  | 78  | -   | 33,7 | 47,4 | -    | 75,3 | 3,3 | 4,7 | 1,5 | 0,3 | 15,6 |
| 1979-1980  | Boston Celtics  | 73  | 73  | 29,0 | 46,5 | 42,7 | 75,4 | 2,5 | 2,9 | 1,5 | 0,4 | 11,2 |
| 1980-1981† | Boston Celtics  | 82  | 75  | 33,2 | 44,4 | 33,0 | 73,6 | 2,0 | 3,6 | 1,2 | 0,3 | 8,9  |
| 1981-1982  | Boston Celtics  | 76  | 53  | 20,9 | 41,8 | 31,7 | 69,6 | 1,4 | 1,9 | 0,6 | 0,1 | 5,7  |
| Carriera   | Carriera        | 794 | 283 | 27,8 | 46,0 | -    | 73,1 | 3,0 | 3,4 | 1,6 | 0,3 | 9,2  |

#### Playoffs
| Anno     | Squadra         | PG | PT | MP   | TC%  | 3P%  | TL%  | RP  | AP  | PRP | SP  | PP   |
| -------- | --------------- | -- | -- | ---- | ---- | ---- | ---- | --- | --- | --- | --- | ---- |
| 1974     | Detroit Pistons | 5  | -  | 18,8 | 47,1 | -    | 66,7 | 3,0 | 1,4 | 0,4 | 0,4 | 4,0  |
| 1975     | Detroit Pistons | 3  | -  | 27,3 | 54,5 | -    | -    | 4,3 | 3,3 | 0,3 | 0,0 | 4,0  |
| 1976     | Detroit Pistons | 9  | -  | 30,7 | 40,7 | -    | 80,0 | 4,0 | 4,4 | 1,2 | 0,6 | 8,7  |
| 1977     | Detroit Pistons | 3  | -  | 33,7 | 40,9 | -    | 55,6 | 6,3 | 4,0 | 2,3 | 0,0 | 13,7 |
| 1980     | Boston Celtics  | 9  | -  | 31,0 | 43,0 | 15,4 | 80,0 | 2,8 | 2,3 | 1,6 | 0,7 | 9,1  |
| 1981†    | Boston Celtics  | 17 | -  | 29,8 | 45,2 | 28,0 | 60,0 | 2,6 | 2,7 | 0,8 | 0,1 | 9,1  |
| 1982     | Boston Celtics  | 12 | -  | 11,5 | 47,6 | 28,6 | 71,4 | 1,3 | 1,3 | 0,3 | 0,1 | 3,9  |
| Carriera | Carriera        | 58 | -  | 25,5 | 44,0 | -    | 68,8 | 2,9 | 2,6 | 0,9 | 0,3 | 7,5  |

## Palmarès

### Giocatore
- Campionato NBA: 1

Boston Celtics: 1981

### Allenatore
- Allenatore all'NBA All-Star Game (1991)